# Chinsali
Chinsali er en by i Zambia, som både er distriktsby for Chinsali District og provinshovedstad for Muchingaprovinsen.

Chinsali er hovedsageligt hjemsted for Bemba-folket, og for deres leder Nkula.

## Geografi
Chinsali ligger i Muchinga-bjergene. Byen ligger omkring 176 km nord-nordøst for Mpika på Tanzam Highway. Mod øst ligger den øvre dal af Luangwa, mod vest Kasama og Bangweulu-bassinet. Chipoma Falls er placeret på Tanzam Highway, omkring 90 km sydvest for Isoka, . Chinsali ligger ca. 824 km ad landevejen, nordøst for byen Lusaka, der er hovedstad og største by i landet.